# Elizabeth Macocco
Elizabeth Macocco,  née le 5 juillet 1955 à Marseille, est une comédienne française. 

## Biographie
Elle a dirigé le théâtre des Deux Rives à Rouen pendant six ans, jusqu'à décembre 2013,. En 1989, elle a reçu le Molière de la révélation théâtrale pour son rôle de Callas dans une mise en scène de Dominique Lardenois. Elle a été promue au grade de chevalier de la Légion d'honneur en juillet 2009.

## Théâtre
- 1981 : Un voyage à faire d'après Les Vieilles Femmes et la mer de Yannis Ritsos
- 1986 : Les tragédiennes sont venues de Saint-John Perse, mise en scène Dominique Lardenois
- 1988 : Callas, mise en scène Dominique Lardenois, Théâtre de l'Athénée-Louis-Jouvet
- 1989 : Callas, mise en scène Dominique Lardenois, Théâtre de l'Athénée-Louis-Jouvet, Théâtre national de Strasbourg, Nouveau théâtre d'Angers
- 1990 : Callas, mise en scène Dominique Lardenois, Théâtre de Nice
- 1994 : Phèdre de Racine,
- 1995 : Les Fossiles de Robert Claing, mise en scène Dominique Lardenois, Nouveau théâtre d'Angers
- 1997 : Chambres d'amour d'Arthur Adamov, mise en scène Michel Raskine, Théâtre de la Ville
- 1997 : Andromaque de Racine, mise en scène Jean-Paul Lucet, Théâtre antique de Fourvière
- 1997 : L'Usage de la vie de Christine Angot, mise en scène Dominique Lardenois, Rencontres d'été de la Chartreuse de Villeneuve-lès-Avignon
- 1999 : L'Usage de la vie de Christine Angot, mise en scène Dominique Lardenois, Théâtre de Bourg-en-Bresse
- 2000 : D'attente et de désir de Pierre-Alain Four, mise en scène Jean Lacornerie, Théâtre d'Ô
- 2001 : La Vie à deux de Dorothy Parker, mise en scène Dominique Lardenois
- 2003 : Stabat Mater Furiosa de Jean-Pierre Siméon, mise en scène Dominique Lardenois
- 2003 : La Pyramide d'après Copi, mise en scène Laurent Fréchuret, Théâtre de l'Épée de Bois
- 2006 : La Petite Chronique d'Anna Magdalena Bach d'après Esther Meynell, mise en scène Laurent Fréchuret, Théâtre de Sartrouville
- 2008 : La Petite Chronique d'Anna Magdalena Bach d'après Esther Meynell, mise en scène Laurent Fréchuret, Théâtre des 2 Rives
- 2009 : La Petite Chronique d'Anna Magdalena Bach d'après Esther Meynell, mise en scène Laurent Fréchuret, Théâtre des 2 Rives
- 2009 : Et merde ! ou De l'usage gouleyant de l'insulte et du gros mot de Jean Méreu, Élizabeth Macocco, Christian Rollet et Guy Villerd, Théâtre des 2 Rives
- 2010 : Le Théâtre de l'Amante anglaise de Marguerite Duras, mise en scène Ahmed Madani, Théâtre des 2 Rives, Théâtre Artistic Athévains
- 2010 : La Petite Chronique d'Anna Magdalena Bach d'après Esther Meynell, mise en scène Laurent Fréchuret, Théâtre de la Croix-Rousse
- 2010 : La Pyramide d'après Copi, mise en scène Laurent Fréchuret, Théâtre de Sartrouville, Théâtre des 2 Rives
- 2011 : Les Conjurées ou La Croisade des dames d'après Aristophane, mise en scène Jean Lacornerie
- 2011 : Le Théâtre de l'Amante anglaise de Marguerite Duras, mise en scène Ahmed Madani, Théâtre des 2 Rives
- 2015 : Bettencourt Boulevard de Michel Vinaver, mise en scène Christian Schiaretti, TNP de Villeurbanne
- 2016 : Bettencourt Boulevard de Michel Vinaver, mise en scène Christian Schiaretti , théâtre national de la Colline
- 2017 : Plus léger que l’air d'après un texte de Federico Jeanmaire, mise en scène Jean Lacornerie, théâtre Croix-Rousse

## Filmographie partielle

### Cinéma
- 1990 : Le Château de ma mère d'Yves Robert
- 1992 : Riens du tout de Cédric Klapisch
- 1992 : La Fille de l'air de Maroun Bagdadi
- 1994 : Les Patriotes d'Eric Rochant
- 1995 : Les Trois Frères de Bernard Campan et Didier Bourdon
- 1998 : Bimboland d'Ariel Zeitoun
- 2000 : Une affaire de goût de Bernard Rapp
- 2001 : Absolument fabuleux de Gabriel Aghion
- 2005 : La Petite Chartreuse de Jean-Pierre Denis
- 2005 : Mon petit doigt m'a dit... de Pascal Thomas
- 2006 : Le Grand Appartement de Pascal Thomas
- 2007 : Detrompez-vous de Bruno Dega
- 2008 : Cortex de Nicolas Boukhrief

### Télévision
- 1991 : Maigret et la Grande Perche de Claude Goretta : Ernestine
- 1992 : Interdit d'amour de Catherine Corsini
- 2002 - 2003 : Action Justice : Monique
- 2007 : L'Affaire Sacha Guitry de Fabrice Cazeneuve
- 2010 - 2017 : Engrenages, série : Marianne Ledoux la greffière du Juge Roban (saisons 3 à 6)
- 2011 : Famille d'accueil (saison 10, épisode 7) : La proviseure
- 2013 : Dernier Recours : la juge
- 2014 : Origines de Jérôme Navarro
- 2017 : La Mort dans l'âme de Xavier Durringer : Hélène Decaux
- 2018 : Le Mort de la plage de Claude-Michel Rome : Louise Kieffer
- 2023 : Alphonse de Nicolas Bedos (série Prime Vidéo) : Chantal Godeffroy
- 2025 : Meurtres en dentelles d'Adeline Darraux

## Distinctions

### Récompenses
- Chevalière de la Légion d'honneur (13 juillet 2009)
- Molières 1989 : Molière de la révélation théâtrale pour Callas